# Saara (zoologia)
Saara Gray, 1845 è un genere di sauri della famiglia Agamidae, diffusi nelle zone desertiche dell'Iran e della parte nord-occidentale dell'India.

## Descrizione
Caratteristica che li accomuna agli Uromastyx, con i quali formano la sottofamiglia Uromasticinae, è la forma depressa del corpo, il muso corto con mascelle forti e compatte, e la coda carnosa ricoperta da anelli di squame indurite, formanti serie di spine più o meno evidenti a seconda della specie.
Il genere è formato da tre specie: Saara hardwickii, il rappresentante indiano nonché il più piccolo, con una lunghezza media tra i 30 ed i 45 cm e un peso compreso tra i 200 ed i 350gr; Saara loricata, caratterizzato da una serie di squame simili a spine non solo sulla coda, ma anche lateralmente sul dorso e sul collo, lungo da 45 a 55 cm e con un peso compreso tra i 500gr ed il kg; medesime dimensioni per Saara asmussi, anch'esso presentante spine extra-caudali ma meno accentuate.

## Tassonomia
Il genere, coniato nel 1845 da Gray, è stato successivamente accorpato ad Uromastyx sino al 2009, quando è stato riesumato da Thomas M. Wilms.

Comprende le seguenti specie:
- Saara asmussi (Strauch, 1863)
- Saara hardwickii (Gray, 1827)
- Saara loricata (Blanford, 1874)